# Johan de Vries (glazenier)

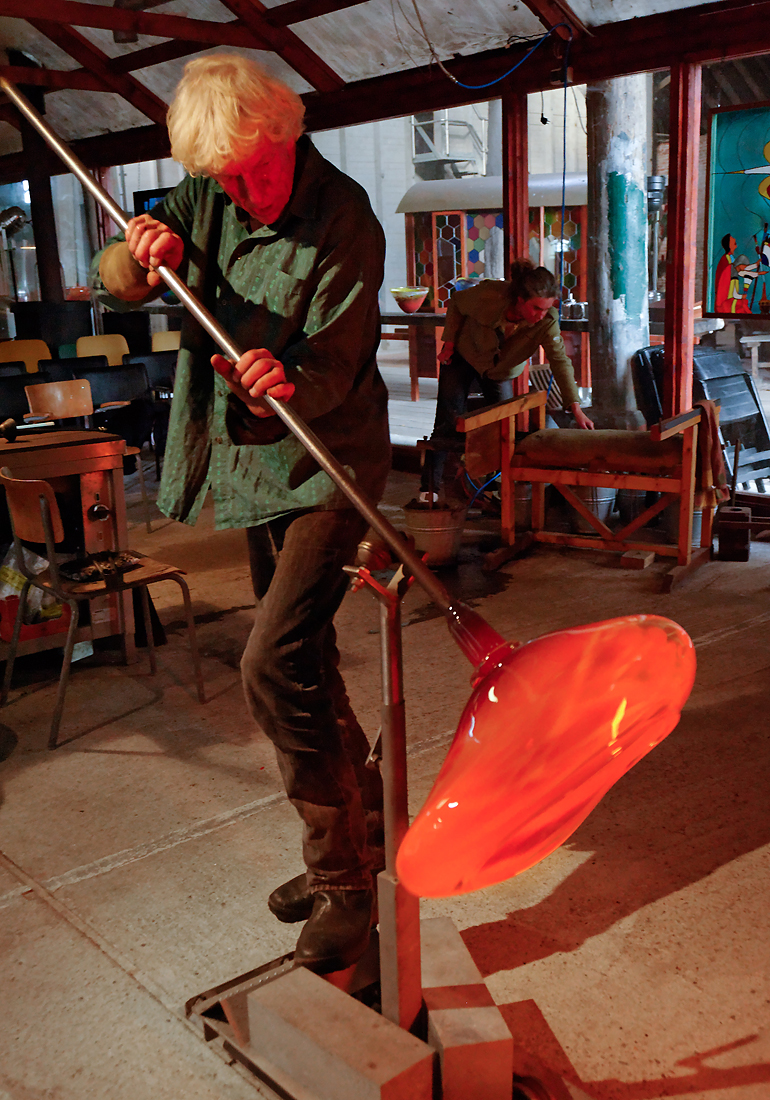
Johan de Vries aan het werk

Johan de Vries (Sneek, 1955) is een Nederlandse glasblazer en glaskunstenaar. Tot 2024 was hij eigenaar van glasstudio Old Ambt Glasblazerij en Galerie in Noordoost-Groningen.

## Biografie
Na zijn atheneum-opleiding in Sneek besloot De Vries eerst Europa te verkennen voordat hij aan serieuze zaken begon. Zijn reizen leidden hem naar o.a. Noorwegen, Frankrijk, Portugal en Griekenland waar vooral de natuur van deze landen hem inspireerde voor zijn latere werk. Samen met zijn echtgenote Tanja de Heus (1955-2014) begon hij een reisorganisatie waarmee hij o.a. cultuur- en surfreizen organiseerde. Geïnspireerd door o.a. het werk van de Amerikaanse glaskunstenaar Dale Chihuly liet De Vries In 1990 het reizen achter zich en besloot glasblazer te worden. Bij Glasblazerij De Oude Horn van Willem Heesen en zijn zoon Bernard Heesen kwam een stageplek vrij en kon hij opgeleid worden tot glasblazer.
In de tijd op De Oude Horn maakte hij o.a. kennis met glaskunstenaar Andries Copier waarvoor op dat moment gewerkt werd, maar ook de toen inmiddels gepensioneerde glasblazer Jan Keuken van de Glasfabriek Leerdam droeg bij aan de ontwikkeling van De Vries.
In 1999 startte De Vries samen met zijn echtgenote Tanja de Heus zijn eigen glasatelier Old Ambt Glasblazerij en Galerie in Bad Nieuweschans. Samen verbouwden zij een oude Oldambtster boerderij om tot glasstudio en -atelier. Daar ontwikkelde De Vries zijn kenmerkende eigen stijl van glasblazen met veel kleur en asymmetrische vormen.
Na het overlijden van zijn echtgenote in 2014 besloot De Vries het rustiger aan te doen en vertrok hij naar Normandië voor een sabbatical van een aantal jaar. In 2019 kwam De Vries terug naar Nederland en vestigde zich samen met zijn tweede echtgenote en glasblaas-assistente Ruby Palarczyk (Haarlem, 1964) weer in Noordoost-Groningen.
In 2024 stopte De Vries met glasblazen en verkocht hij zijn glasblazerij.

## Werkwijze en stijl
De stijl van De Vries kenmerkt zich door werk met verschillende intense kleuren, laag over laag, die hij in een harmonieus geheel weet samen te voegen. De kleur bepaalt mede de vorm van het object. De tekeningen in het glas zijn geïnspireerd door de natuur en volgen de draaiing van de blaaspijp. Werken als "Lake Side" of "Gronings Goud" zijn enkele van zijn favoriete objecten.

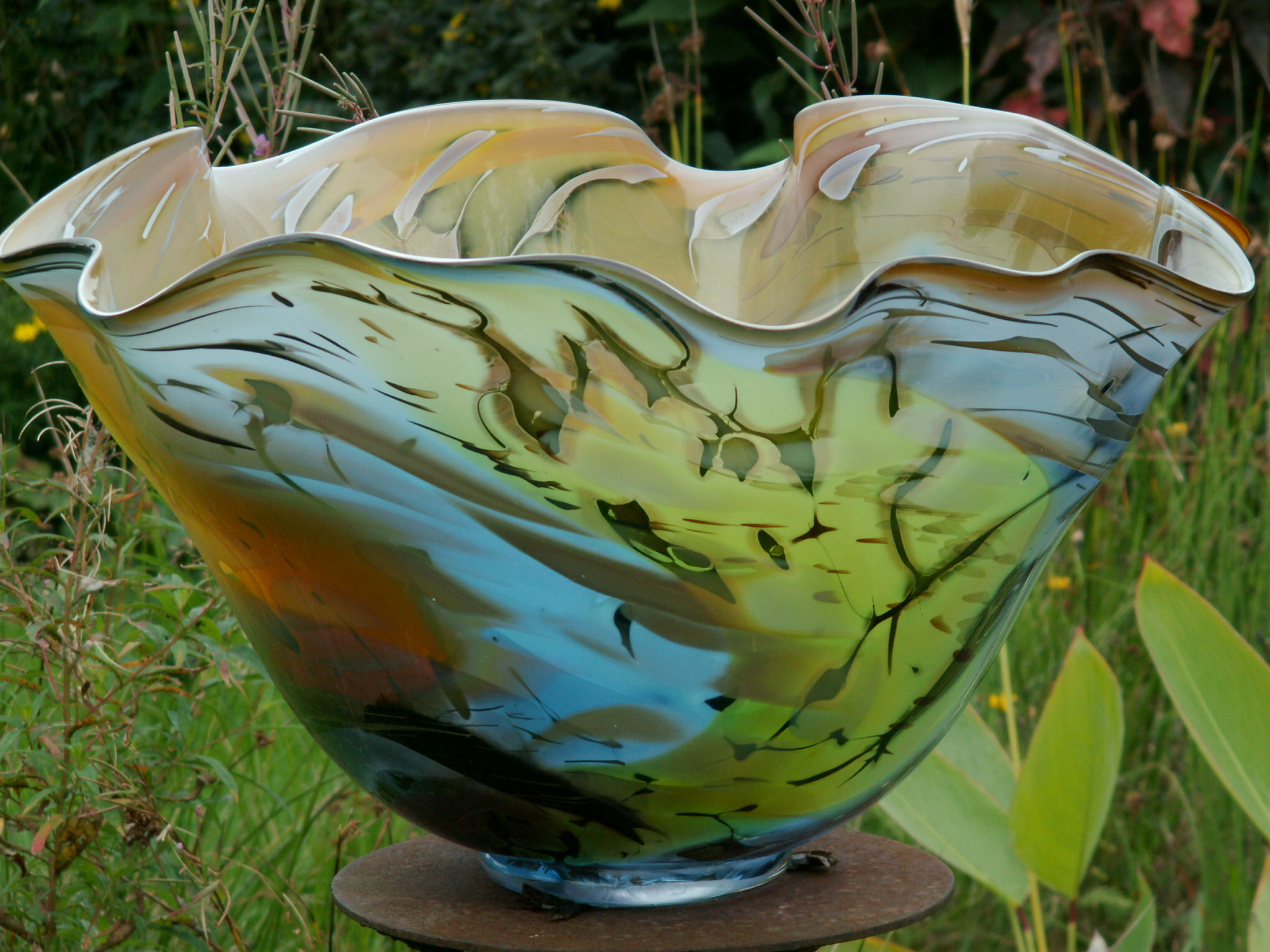
Door Johan de Vries geblazen bokaal "Undefined in Grass"

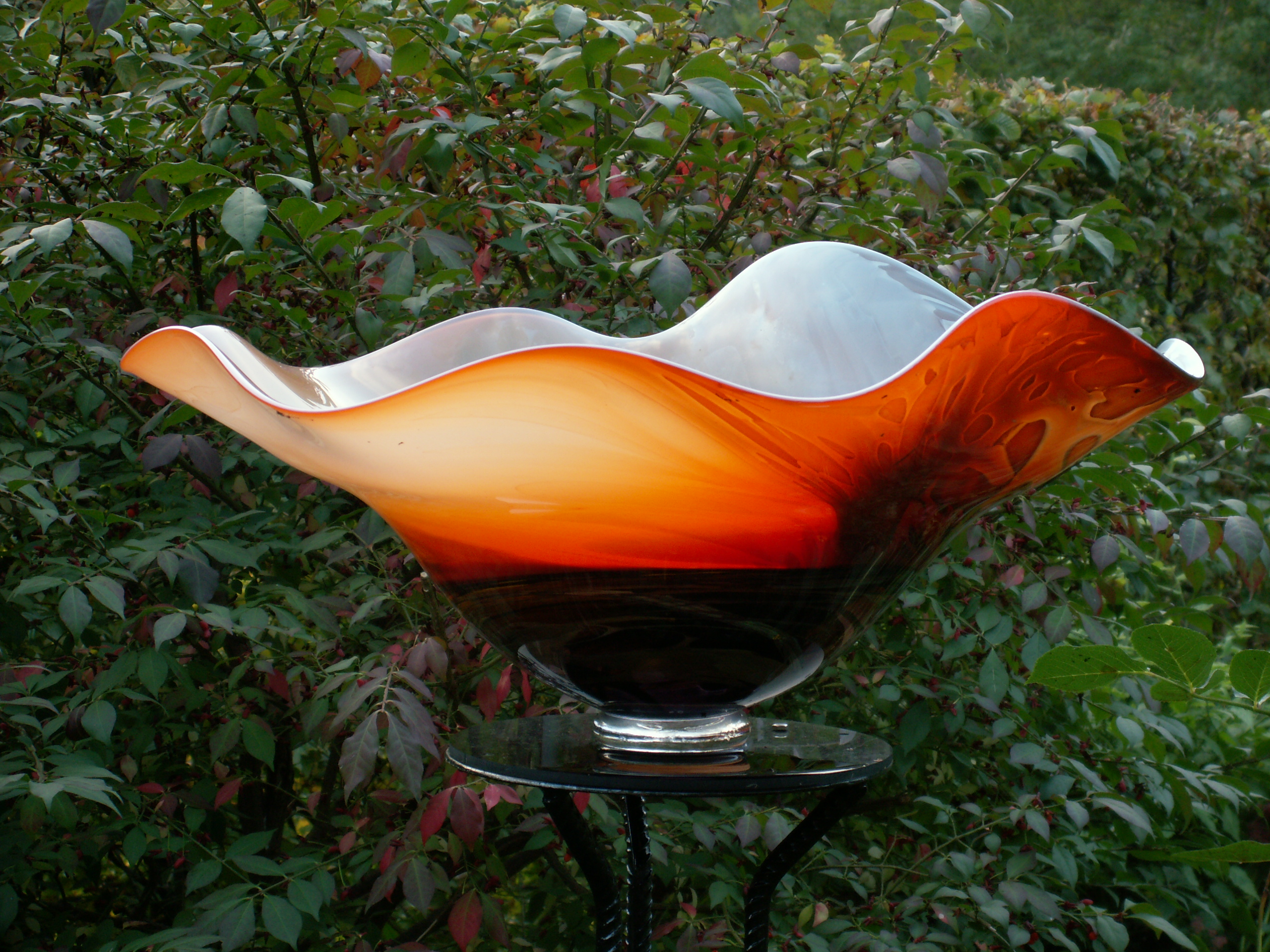
Door Johan de Vries geblazen schaal "Dawn"